# Aberdeen Airways
Aberdeen Airways war eine britische Regionalfluggesellschaft mit Sitz in Aberdeen. 1992 fusionierte Aberdeen Airways mit Air Provence.

## Flugziele
Die Gesellschaft flog mit Hawker Siddeley HS 748 und Grumman Gulfstream I von Aberdeen über Edinburgh zum Flughafen East Midlands. Des Weiteren flog sie auch im Auftrag anderer Fluggesellschaften, so beispielsweise an Wochenenden für Dan-Air nach Saarbrücken oder im Jahr 1990 für British Airways nach Brüssel.

## Flotte
Aberdeen Airways betrieb folgende Flugzeugtypen:
- Hawker Siddeley HS 748
- Grumman Gulfstream I